# Осборн (Міссурі)
Осборн (англ. Osborn) — місто (англ. city) в США, в округах Декальб і Клінтон штату Міссурі. Населення — 374 особи (2020).

## Географія
Осборн розташований за координатами 39°44′59″ пн. ш. 94°21′25″ зх. д. / 39.74972° пн. ш. 94.35694° зх. д. (39.749851, -94.356902).  За даними Бюро перепису населення США в 2010 році місто мало площу 1,48 км², з яких 1,48 км² — суходіл та 0,00 км² — водойми.

## Демографія
Згідно з переписом 2010 року, у місті мешкали 423 особи в 192 домогосподарствах у складі 114 родин. Густота населення становила 287 осіб/км².  Було 209 помешкань (142/км²).
Расовий склад населення:
| - 98,3 % — білих - 0,7 % — корінних американців |

До двох чи більше рас належало 0,7 %. Частка іспаномовних становила 1,2 % від усіх жителів.
За віковим діапазоном населення розподілялося таким чином: 20,1 % — особи молодші 18 років, 61,2 % — особи у віці 18—64 років, 18,7 % — особи у віці 65 років та старші. Медіана віку мешканця становила 44,4 року. На 100 осіб жіночої статі у місті припадало 98,6 чоловіків;  на 100 жінок у віці від 18 років та старших — 102,4 чоловіків також старших 18 років.
Середній дохід на одне домашнє господарство  становив 49 060 доларів США (медіана — 43 750), а середній дохід на одну сім'ю — 56 456 доларів (медіана — 51 875). Медіана доходів становила 41 625 доларів для чоловіків та 29 167 доларів для жінок. За межею бідності перебувало 5,8 % осіб, у тому числі 9,1 % дітей у віці до 18 років та 4,4 % осіб у віці 65 років та старших.
Цивільне працевлаштоване населення становило 298 осіб. Основні галузі зайнятості: роздрібна торгівля — 15,8 %, освіта, охорона здоров'я та соціальна допомога — 15,8 %, мистецтво, розваги та відпочинок — 12,8 %, виробництво — 10,4 %.